# Patrick Pinchart

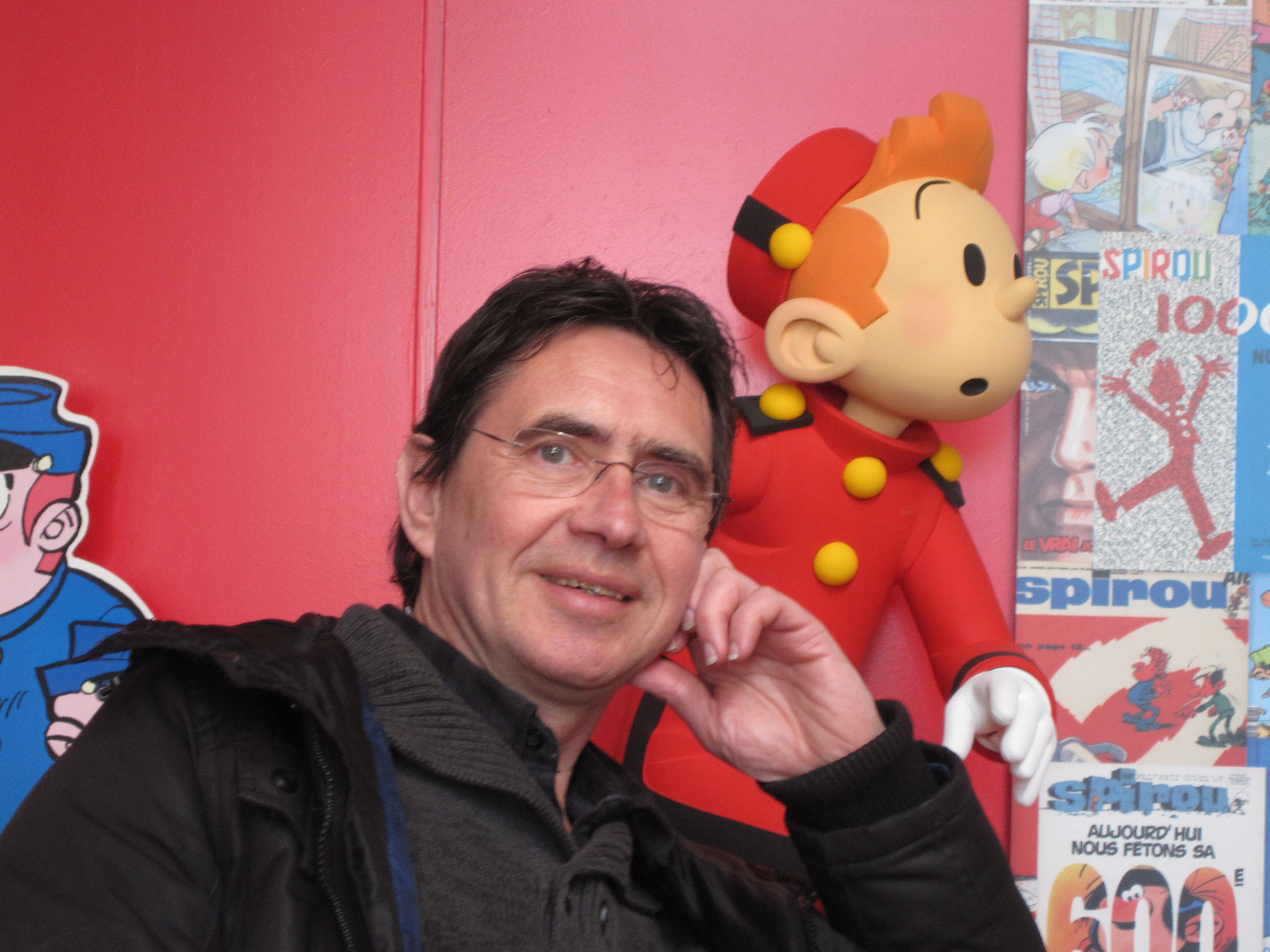
Patrick Pinchart

Patrick Pinchart (1955) is een Belgische journalist en uitgever van strips. In 1971 begon Patrick Pinchart met een fanzine rond strips. Gedurende 16 jaar had hij een wekelijks programma op de radio rond strips, waarin grote namen en beginnend talent in de stripwereld werden geïnterviewd. In 1996 richtte hij de website ActuaBD op, die nieuws en interviews rond strips verzorgt.

## Dupuis
In 1987 kwam Patrick Pinchart in dienst van stripblad Spirou als hoofdredacteur. Hij probeerde het lezerspubliek van het stripblad te verjongen en hernoemde het blad Spirou Magaziiine. Hij zette vooral in op gagstrips en liet minder plaats voor ernstige artikels of interviews. In 1993 stopte hij als hoofdredacteur en stond binnen uitgeverij Dupuis in voor het lanceren van een website en multimedia. In 2005 nam hij de post van hoofdredacteur van Spirou kort terug op, om vervolgens verantwoordelijke te worden van het strippatrimonium binnen Dupuis.

## Sandawe
Patrick Pinchart verliet Dupuis in 2009 om samen met Lionel Frankfort de stripuitgeverij Sandawe op te richten. Op basis van crowdfunding worden strips uitgegeven en verdeeld langs de traditionele verkooppunten.